# La Baume
Pour les articles homonymes, voir Baume.
La Baume est une commune française située dans la vallée d'Aulps, dans le département de la Haute-Savoie, en région Auvergne-Rhône-Alpes.

## Géographie
La commune se situe sur un promontoire dominant la Dranse de Morzine, entre Morzine (amont) et Thonon-les-Bains (aval).
Elle est formée des villages de La Baume, du Jotty, des Esserts et de Nicodex.

## Urbanisme

### Typologie
Au 1er janvier 2024, La Baume est catégorisée commune rurale à habitat dispersé, selon la nouvelle grille communale de densité à sept niveaux définie par l'Insee en 2022.
Elle est située hors unité urbaine. Par ailleurs la commune fait partie de l'aire d'attraction de Morzine, dont elle est une commune de la couronne,. Cette aire, qui regroupe 8 communes, est catégorisée dans les aires de moins de 50 000 habitants,.

### Occupation des sols
L'occupation des sols de la commune, telle qu'elle ressort de la base de données européenne d’occupation biophysique des sols Corine Land Cover (CLC), est marquée par l'importance des forêts et milieux semi-naturels (88,3 % en 2018), en diminution par rapport à 1990 (98,5 %). La répartition détaillée en 2018 est la suivante : 
forêts (70,9 %), milieux à végétation arbustive et/ou herbacée (12,7 %), prairies (5,8 %), zones agricoles hétérogènes (4,6 %), espaces ouverts, sans ou avec peu de végétation (4,6 %), eaux continentales (1,3 %).
L'IGN met par ailleurs à disposition un outil en ligne permettant de comparer l’évolution dans le temps de l’occupation des sols de la commune (ou de territoires à des échelles différentes). Plusieurs époques sont accessibles sous forme de cartes ou photos aériennes : la carte de Cassini (XVIIIe siècle), la carte d'état-major (1820-1866) et la période actuelle (1950 à aujourd'hui).

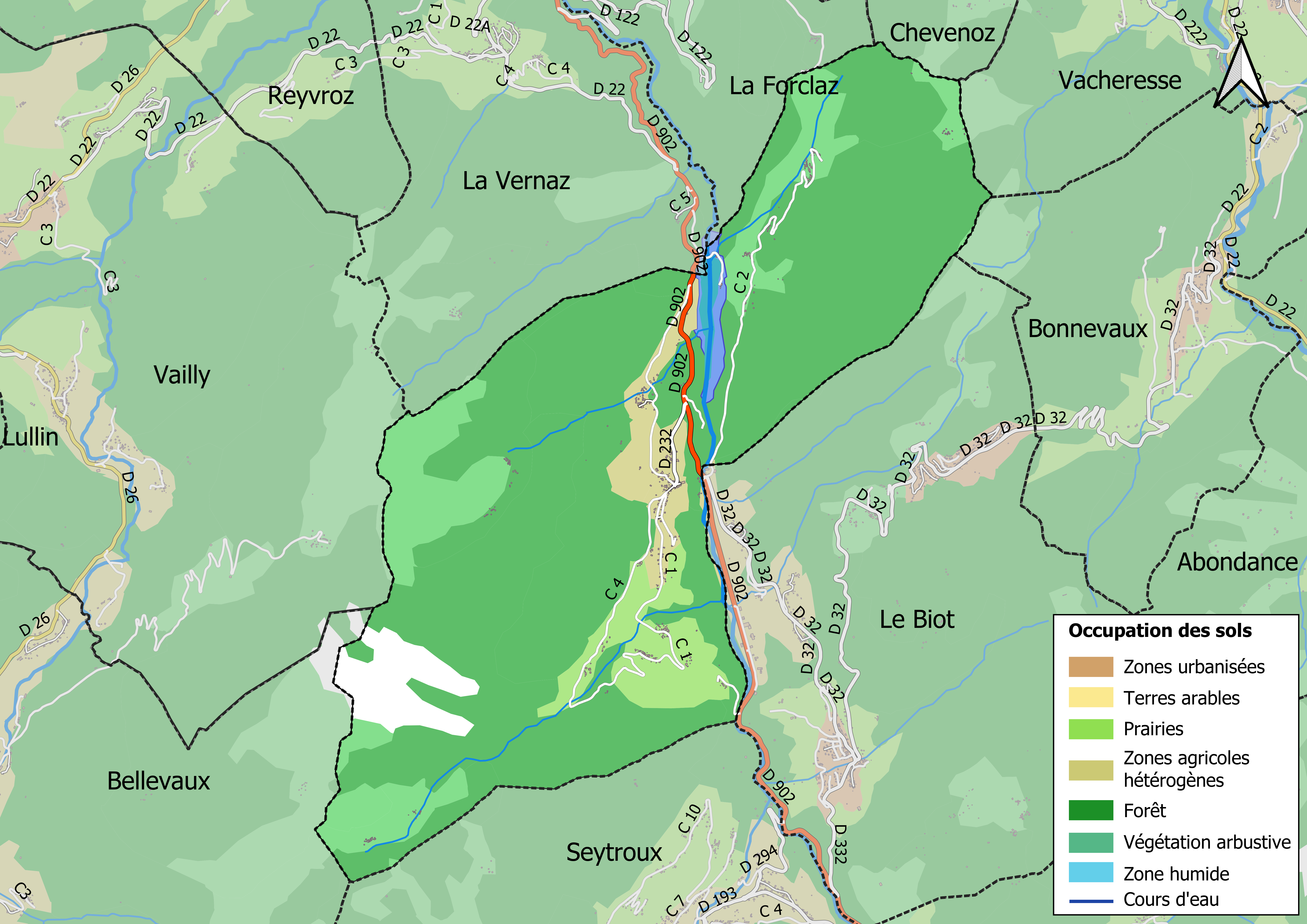
Carte des infrastructures et de l'occupation des sols en 2018 (CLC) de la commune.
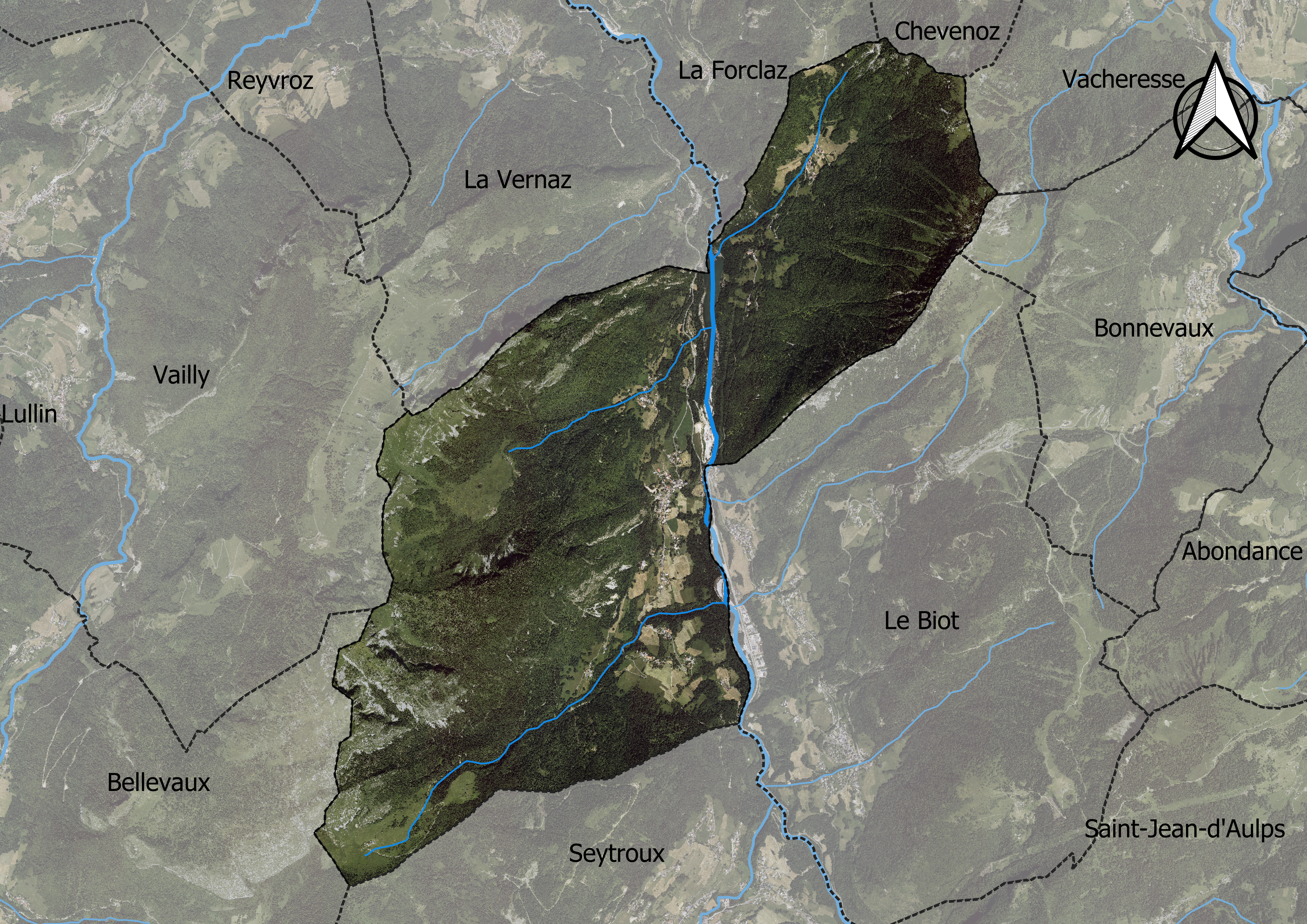
Carte orthophotogrammétrique de la commune.

## Toponymie
Bien que les auteurs de l'Histoire des communes savoyardes donnent pour définition du mot baume celui de rocher, expliquant ainsi l'origine du toponyme par sa position géographique sur un promontoire, ceci est une erreur d'interprétation. Le mot Baume vient du pré-latin balma, qui signifie en réalité caverne ou grotte,.
En francoprovençal, le nom de la commune s'écrit La Bôma, selon la graphie de Conflans.
Les habitants de La Baume sont appelés les Baumis.

## Histoire
Au Moyen Âge, contrairement au reste de la vallée qui appartient à l'abbaye d'Aulps, les différents hameaux sont la propriété des seigneurs d'Allinges. Il faut attendre la fin du XIVe siècle pour que l'abbaye obtienne les droits sur les villages.
Les origines de l’indépendance
En 1846, les habitants des Esserts, de Nicodex, du Jotty et d’Urine refusent de participer à la reconstruction de l’église du Biot, très abîmée, et évoquent la séparation d’avec le reste de la paroisse. Les arguments des Baumis sont qu’il est difficile de se rendre au chef-lieu du Biot en plein hiver sur des chemins très difficiles d’accès. Les Biotains au contraire y voient une stratégie pour que progressivement la Baume prenne ses distances avec eux. L’intendant propose alors un marché en proposant de construire une nouvelle église non pas au chef-lieu du Biot mais au hameau de Gys sur le rocher qui surplombe la Dranse. Évidemment ceux du Biot sont contre, mais ceux des Esserts, de Nicodex et du Jotty manœuvrent habilement en adressant une requête à l’évêque d’Annecy en 1851, qui décide un an plus tard de créer une paroisse à la Baume, distincte de celle du Biot, qui portera le nom d’Immaculée Conception. Il s’était auparavant opposé à la construction d’une chapelle qui avait commencé à être édifiée mais en 1852, il va donc dans le sens des Baumis.  Les travaux commencent donc pour construire une église sur le rocher de la Bauma, il faut souligner le rôle important du curé Cathand qui n’a pas ménagé sa peine, en participant lui–même aux travaux et en finançant en partie l’édifice quand l’argent venait à manquer. C’est un homme bien connu dans la vallée puisqu’il a été vicaire au Biot et curé à Seytroux. Il restera pratiquement 30 ans à la Baume. On décide également que le village d’Urine sera rattaché à la paroisse de la Baume quand on aura établi le chemin mappé le long du nant de la Scie jusqu’au chemin de la Dîmerie. Voilà une autre source de tension avec le Biot qui n’entend pas se séparer de la Baume.
Une naissance difficile
Le 20 décembre 1860, la Baume devient officiellement une commune par décret impérial. L’annexion de la Savoie à la France l’intègre dans le canton du Biot et l’arrondissement de Thonon. Mais le Biot auquel la Baume a longtemps été rattachée ne l’entend pas de cette oreille et s’oppose à cette séparation. 2 visions s’opposent : pour la nouvelle municipalité de la Baume, dirigée par le maire François Prosper Vulliez, aucune limite n’est plus naturelle que la Dranse. Le Biot réfute cet argument et tente jusqu’au bout de conserver quelques citoyens d’Urine, car il leur est plus facile de se rendre au Biot par le moyen d’un pont solide en pierre récemment construit sur la Dranse, ainsi que de régler des affaires auprès du juge de paix, du percepteur ou du notaire. A l’inverse, pour le conseil de la Baume, Urine est bien plus près de la Baume qu’au Biot et il y serait plus facile pour les enfants de fréquenter les écoles vu le mauvais état des chemins et le grand éloignement du Biot. Les tensions atteignent leur point culminant lors du scrutin du 22 septembre 1862 concernant le rattachement d’Urine à la Baume : la municipalité du Biot note que 10 femmes chefs de famille sont venues apporter leur vote écrit en faveur du rattachement au Biot. Elle note aussi que le jour du scrutin, le maire de la Baume s’est rendu accompagné de 40 personnes au moins à Urine et s’est livré à des excès déplorables : les gens d’Urine qui votaient pour rester rattachés au Biot ont été odieusement insultés, on a craint des rixes et même une effusion de sang. Deux PV ont été dressés par la gendarmerie, 1 contre le fils du maire et l’autre contre un certain Menoud qui se sont fait remarquer par leurs excès. Autre souci, d’ordre financier : la nouvelle municipalité de la Baume déplore le fait que le budget de la commune n’est pas séparé de celui du Biot, il n’y a donc aucun fonds au départ.
La Baume jusqu’à la Ire guerre mondiale
En 1881, 650 habitants sont recensés à la Baume, la plupart vivant aux Esserts et à Nicodex. La commune atteint là le nombre maximum car par la suite, la population va commencer lentement à diminuer. Les familles sont nombreuses et comptent en moyenne 6 enfants par foyer, d’où une certaine pauvreté qui explique l’émigration notée par l’institutrice du village en 1888 : elle écrit qu’au printemps, les jeunes gens vont travailler en Suisse, dans les vignes. Au moment des fenaisons, la plupart vont foiner dans le Jura et le Doubs. Les femmes vont effeuiller les vignes durant 3 semaines, gagnant une quarantaine de francs qui servent à leur modeste entretien. L’exode rural commence à produire ses effets, la population décroît tout doucement pour atteindre 526 habitants en 1911 soit 124 personnes de moins en 30 ans. 42 % d’entre eux ont moins de 19 ans et 16 % seulement plus de 60 ans. L’agriculture reste l’activité dominante, les cultivateurs entretiennent de petites parcelles morcelées et pratiquent un élevage traditionnel essentiellement bovin. On compte aussi une dizaine d’artisans et de commerçants (hôtelier restaurateur, maréchal-ferrant, forgeron, couturières, menuisier...). Lors des élections locales, les électeurs (hommes âgés de 21 ans minimum ) votent essentiellement à gauche jusqu’en 1902 puis à droite jusqu’à la guerre. Mais la grande question qui fait polémique à l’époque concerne l’école du chef-lieu, beaucoup plus que celle d’Urine et de Nicodex. Depuis les lois scolaires de Jules Ferry à la fin du XIXe siècle, l’école devient gratuite, obligatoire et laïque : en 1904, une loi est votée qui interdit l’enseignement de toute congrégation religieuse : dès lors, les attaques contre l’enseignement professé par des religieux se multiplient et suscitent de vives tensions. En ce début de XXe siècle est au cœur de toutes les polémiques dans la vallée d’Aulps : en effet, la situation y est très particulière car l’école du chef-lieu est alors dirigée par une religieuse, sœur Judith. Suivant la loi, l’établissement doit fermer avant le 31 mai 1904. Mais la maison où est installée l’école construite à l’époque de l’abbé Cathand, très connu à la Baume, appartient au curé qui en revendique la propriété. La municipalité est alors disposée à voter la dépense pour construire une maison d’école pour les filles, même si elle est très lourde pour le budget de la commune. Mais en attendant, on ne sait pas où caser les 40 fillettes qui fréquentent l’école ! Le maire André Phal fait remarquer qu’il est douteux que le curé consente à laisser installer dans sa maison une institutrice laïque, mais d’un autre côté il est impossible de trouver un local au chef-lieu. S’ensuit des mois de conflits entre la municipalité et la préfecture qui ne veut plus d’une religieuse pour enseigner aux jeunes filles. L’affaire est portée en justice, un procès a lieu en décembre 1904 et sans surprise, la loi donne tort à la commune qui devra désormais payer une institutrice laïque. Cette affaire montre que les Baumis étaient très attachés à leur religieuse mais ils ont dû se plier aux nouvelles lois de la République.
D’une guerre à l’autre
La Ire guerre mondiale entre 1914 et 1918 mobilise des dizaines d’hommes de la commune, souvent affectés dans des régiments d’infanterie, d’artillerie et de chasseurs alpins. Elle fauche 37 soldats, dont 7 qui mourront des suites du conflit dans leurs foyers entre 1919 et 1926. Cette tragédie a marqué les esprits, surtout ceux de nos vaillants poilus rentrés sains et saufs, à qui on rend un vibrant hommage en janvier 1920 pour fêter leur retour. Ceux – ci qui ont connu toutes les horreurs de la guerre vont creuser de leurs mains une grotte dans le rocher, sous l’autorité du curé Maistre. 2 plaques de marbre fixées dans la falaise portent les noms des 30 soldats morts pour la France. Une cavité abrite la statue de Notre Dame de Lourdes et de Bernadette Soubirou. Une allée de sapins longue de 400 m est installée depuis l’église jusqu’à la grotte. Celle - ci est inaugurée en octobre 1920 où plus d’un millier de personnes venant de toute la vallée se rendent en toute hâte. Ce monument tout à fait particulier et original fait  vite l’objet d’un pèlerinage local dédié à la Vierge, de Thonon à Morzine. Après la guerre, la population continue de diminuer : on recense 367 habitants en 1936, et l’actuel cimetière est aménagé juste avant la IIe guerre mondiale, sous la grotte. En 1939, un incendie détruit le magnifique clocher à bulbe de l’église et la coupole s’effondre quelques mois plus tard. 4 cloches fabriquées par la fonderie Paccard sont installées après avoir été bénies en octobre 1940, chacune portant un prénom  ( Agnès, Louise, Thérèse et Marie Magdelaine ). Lors de la IIe guerre mondiale, 4 hommes sont tués. Les réquisitions touchent durement la population et l’hostilité face au régime de Vichy qui collabore avec l’Allemagne, incarné par le maréchal Pétain, est quasi généralisée. Des maquis se mettent en place, comprenant des résistants clandestins sous l’autorité d’un dénommé Baud, aidés par certains dans le village. La municipalité reste la même, c’est le maire Arthur Vulliez qui gère la commune jusqu’en 1947.
La Baume depuis la guerre
Après la guerre, l’alimentation en eau potable qui concernait seulement le chef-lieu au début du XXe siècle touche désormais tous les hameaux de la commune, ainsi que le réseau électrique. Un gros chantier anime la vie du village entre 1946 et 1949, la construction du barrage du Jotty. Un camp est installé aux Louilles pour héberger les ouvriers qui sera ensuite transformé en colonie de vacances et exploité par EDF, puis plus tard en camping municipal. La fin des années 50 marquent la fin d’une époque puisque les derniers alpagistes emmontagnent à Lens jusqu’en 1959. Cet alpage situé sous la pointe de Nantaux et appartenant à la commune de St Jean d’aulps était fréquenté par les éleveurs du Biot, de Seytroux et de la Baume depuis des siècles, il a fait l’objet de la fameuse légende de la vache noire censée chasser les alpagistes de ces 3 villages qui n’étaient pas les bienvenus. 2 ans plus tard, c’est un autre alpage, le Pleney, qui devient accessible par l’aménagement d’une route carrossable depuis les Esserts. La Baume continue de perdre beaucoup d’habitants du fait de l’exode rural, les jeunes partent et les familles qui restent ont de moins en moins d’enfants : on arrive à 165 habitants en 1985, avec une classe unique regroupant 18 jeunes. Pourtant, à la fin des années 90 et au début des années 2000, on assiste à une nouvelle dynamique avec le retour au pays de certains descendants des vieilles familles mais surtout avec l’installation de néo ruraux venant du Nord et du NE, attirés par un cadre de vie de moyenne montagne et les prix du foncier moins élevés que dans le Bas Chablais. Le patrimoine religieux (église, chapelle du Promerat, oratoires) est mis en valeur, de nouveaux bâtiments voient le jour pour loger les nouveaux arrivants : en 2018, on compte 321 habitants, l’hémorragie est définitivement stoppée. L’alpage du Pleney sous l’impulsion de quelques habitants est réhabilité, une source voit le jour qui permet de réinstaller des troupeaux qui entretiennent les champs sous le mont Billiat.

## Politique et administration

### Rattachements administratifs et électoraux
Du point de vue administratif, la commune fait partie de l'arrondissement de Thonon-les-Bains et avant la réforme territoriale de 2014, faisait partie du canton du Biot dont Le Biot était le chef-lieu. Elle forme avec quinze autres communes depuis janvier 2014 la communauté de communes du Haut-Chablais. Elle fait suite à la communauté de communes de la vallée d’Aulps créé en 1995 comprenant les neuf communes (La Forclaz, La Vernaz, La Baume, Le Biot, Seytroux, Saint-Jean-d’Aulps, Montriond, Essert-Romand et La Côte-d’Arbroz).
Du point de vue électoral, la commune fait partie de la cinquième circonscription de la Haute-Savoie et, depuis la réforme territoriale de 2014, du canton d'Évian-les-Bains qui compte selon le redécoupage cantonal de 2014 33 communes.

### Liste des maires
| Période                                  | Période  | Identité                 | Étiquette | Qualité                     |
| ---------------------------------------- | -------- | ------------------------ | --------- | --------------------------- |
| 1861                                     | 1870     | Francois Prosper Vulliez |           | Agriculteur                 |
| 1870                                     | 1874     | Jean-Francois Vulliez    |           | Laboureur                   |
| 1875                                     | 1876     | Victor Coffy             |           | Cultivateur                 |
| 1876                                     | 1882     | Joseph Vulliez           |           | Cultivateur-scieur          |
| 1882                                     | 1884     | Francois Coffy           |           | Cultivateur                 |
| 1884                                     | 1902     | Joseph Vulliez           |           | Cultivateur-scieur          |
| 1902                                     | 1911     | Armand Phal              |           | Retraité des Eaux et Forêt  |
| 1911                                     | 1924     | André Morand             |           | Cultivateur                 |
| 1924                                     | 1929     | Jean-Francois Requet     |           | Cultivateur                 |
| 1929                                     | 1935     | Clément Vulliez          |           | Cultivateur                 |
| 1935                                     | 1947     | Arthur Vulliez           |           | Cultivateur                 |
| 1947                                     | 1959     | Elie Joseph Tournier     |           | Cultivateur                 |
| 1959                                     | 1965     | Emile Joseph Vulliez     |           | Cultivateur                 |
| 1965                                     | 1971     | Rémi Isnard              |           | Apiculteur                  |
| 1971                                     | 1983     | Robert Coffy             |           | Boulanger                   |
| 1983                                     | 1991     | Rémi Isnard              |           | Apiculteur                  |
| 1991                                     | 2008     | Victor Vulliez           |           | Agriculteur - Eleveur       |
| 2008                                     | 2020     | Serge Coffy              |           | Artisan Agriculteur         |
| 2020                                     | En cours | Jean-Francois Menoud     |           | Ancien cadre EDF - Retraité |
| Les données manquantes sont à compléter. |          |                          |           |                             |

## Démographie
L'évolution du nombre d'habitants est connue à travers les recensements de la population effectués dans la commune depuis 1861. Pour les communes de moins de 10 000 habitants, une enquête de recensement portant sur toute la population est réalisée tous les cinq ans, les populations de référence des années intermédiaires étant quant à elles estimées par interpolation ou extrapolation. Pour la commune, le premier recensement exhaustif entrant dans le cadre du nouveau dispositif a été réalisé en 2005.

En 2022, la commune comptait 322 habitants, en évolution de +4,55 % par rapport à 2016 (Haute-Savoie : +6,01 %, France hors Mayotte : +2,11 %).
| 1861 | 1866 | 1872 | 1876 | 1881 | 1886 | 1891 | 1896 | 1901 |
| ---- | ---- | ---- | ---- | ---- | ---- | ---- | ---- | ---- |
| 468  | 626  | 618  | 673  | 666  | 685  | 644  | 654  | 622  |

| 1906 | 1911 | 1921 | 1926 | 1931 | 1936 | 1946 | 1954 | 1962 |
| ---- | ---- | ---- | ---- | ---- | ---- | ---- | ---- | ---- |
| 581  | 526  | 492  | 409  | 377  | 367  | 364  | 329  | 258  |

| 1968 | 1975 | 1982 | 1990 | 1999 | 2005 | 2006 | 2010 | 2015 |
| ---- | ---- | ---- | ---- | ---- | ---- | ---- | ---- | ---- |
| 214  | 179  | 165  | 191  | 228  | 250  | 252  | 251  | 307  |

| 2020 | 2022 | - | - | - | - | - | - | - |
| ---- | ---- | - | - | - | - | - | - | - |
| 322  | 322  | - | - | - | - | - | - | - |

## Lieux et monuments
- Le barrage du Jotty, barrage du lac du Jotty partagé par La Vernaz et par La Baume.
- L'église de l'Immaculée-Conception.
- La Chapelle du Promelat[18]
- La Grotte de notre dame de Lourdes